# Бузинівська сільська рада
Бузині́вська сільська́ ра́да — колишня адміністративно-територіальна одиниця та орган місцевого самоврядування в Іванівському районі Одеської області. Адміністративний центр — село Бузинове.

## Історія
У 1935 році Бузинівська сільська рада була передана зі складу Роздільнянського району до новоутвореного Янівського району.

## Загальні відомості
Бузинівська сільська рада утворена в 1924 році.
- Територія ради: 133,616 км²
- Населення ради: 2 057 осіб (станом на 2001 рік)
- Територією ради протікає річка Великий Куяльник

## Населені пункти
Сільській раді були підпорядковані населені пункти:
- с. Бузинове
- с. Баланини
- с. Верхній Куяльник
- с. Нижній Куяльник
- с. Прохорове

## Населення
За переписом населення 2001 року в сільській раді мешкало 2012 осіб.

### Мова
Розподіл населення за рідною мовою за даними перепису 2001 року:
| Мова       | Відсоток |
| ---------- | -------- |
| українська | 87,7 %   |
| російська  | 5,3 %    |
| болгарська | 4,76 %   |
| молдовська | 1,41 %   |
| гагаузька  | 0,34 %   |
| білоруська | 0,24 %   |
| циганська  | 0,1 %    |

## Склад ради
Рада складалася з 16 депутатів та голови.
- Голова ради: Дерев'янко Олександр Іванович
- Секретар ради: Медвідь Тетяна Вікторівна

### Керівний склад попередніх скликань
| Прізвище, ім'я, по батькові    | Основні відомості                                                  | Дата обрання | Дата звільнення |
| ------------------------------ | ------------------------------------------------------------------ | ------------ | --------------- |
| Давуденко Валентина Григорівна | Сільський голова, 1951 року народження, освіта вища,позапартійна   | 26.03.2006   | 31.10.2010      |
| Дерев'янко Олександр Іванович  | Сільський голова, 1960 року народження, освіта вища, позапартійний | 31.10.2010   | 22.12.2019      |

Примітка: таблиця складена за даними сайту Верховної Ради України

### Депутати
За результатами місцевих виборів 2010 року депутатами ради стали:

#### За суб'єктами висування
| Суб'єкт висування                                       | Кількість обраних депутатів | %    |
| ------------------------------------------------------- | --------------------------- | ---- |
| Партія регіонів                                         | 5                           | 31,3 |
| Комуністична партія України                             | 3                           | 18,8 |
| Політична партія Всеукраїнське об'єднання «Батьківщина» | 3                           | 18,8 |
| Народна партія                                          | 2                           | 12,5 |
| Самовисування                                           | 2                           | 12,5 |
| Соціалістична партія України                            | 1                           | 6,3  |

#### За округами
| № округу                                                | Прізвище, ім'я, по батькові      | Дата визнання обраним | Освіта             | Партійна приналежність                        | Відомості про обраного депутата                                                   |
| ------------------------------------------------------- | -------------------------------- | --------------------- | ------------------ | --------------------------------------------- | --------------------------------------------------------------------------------- |
| Комуністична партія України                             |                                  |                       |                    |                                               |                                                                                   |
| 5                                                       | Муляр Олена Іванівна             | 01.11.2010            | вища               | позапартійна                                  | відділ статистики в Іванівському районі, головний спеціаліст — економіст          |
| 7                                                       | Терещенко Людмила Степанівна     | 01.11.2010            | середня спеціальна | позапартійна                                  | Іванівська державна ветеринарна медицина, провідний лікар                         |
| 16                                                      | Васильків Сергій Віталійович     | 01.11.2010            | середня спеціальна | член Комуністичної партії України             | Апарат Центрального комітету Комуністичної партії України, 2 секретар райкому КПУ |
| Народна Партія                                          |                                  |                       |                    |                                               |                                                                                   |
| 1                                                       | Градович Микола Миколайович      | 01.11.2010            | середня            | член Народної партії                          | тимчасово не працює                                                               |
| 15                                                      | Сутулов Микола Володимирович     | 01.11.2010            | середня спеціальна | член Народної партії                          | ДП «Хлібна база № 77», майстер                                                    |
| Партія регіонів                                         |                                  |                       |                    |                                               |                                                                                   |
| 2                                                       | Куліченко Ірина Володимирівна    | 01.11.2010            | вища               | член Партії регіонів                          | Іванівський районний центр зайнятості, головний спеціаліст                        |
| 4                                                       | Мартинюк Марія Михайлівна        | 01.11.2010            | середня            | член Партії регіонів                          | тимчасово не працює                                                               |
| 11                                                      | Степанюк Світлана Миколаївна     | 01.11.2010            | середня спеціальна | член Партії регіонів                          | магазин «Альбіна», продавець                                                      |
| 12                                                      | Коротков Вадим Сергійович        | 01.11.2010            | середня            | член Партії регіонів                          | приватний підприємець                                                             |
| 13                                                      | Хохлов Валерій Євгенович         | 01.11.2010            | середня спеціальна | член Партії регіонів                          | ДП «Хлібна база № 77», слюсар                                                     |
| Політична партія Всеукраїнське об'єднання «Батьківщина» |                                  |                       |                    |                                               |                                                                                   |
| 6                                                       | Солонина Микола Миколайович      | 01.11.2010            | середня спеціальна | член Всеукраїнського об'єднання «Батьківщина» | тимчасово не працює                                                               |
| 8                                                       | Медвідь Тетяна Вікторівна        | 01.11.2010            | вища               | член Всеукраїнського об'єднання «Батьківщина» | Бузинівська сільська рада, діловод                                                |
| 10                                                      | Левдиков Олександр Володимирович | 01.11.2010            | вища               | член Всеукраїнського об'єднання «Батьківщина» | фермерське господарство «Діоніс», голова                                          |
| Соціалістична партія України                            |                                  |                       |                    |                                               |                                                                                   |
| 14                                                      | Писарик Ольга Миколаївна         | 01.11.2010            | вища               | позапартійна                                  | Іванівська ЦРЛ, акушерка                                                          |
| Самовисування                                           |                                  |                       |                    |                                               |                                                                                   |
| 3                                                       | Барбарук Руслан Анатолійович     | 01.11.2010            | вища               | позапартійний                                 | тимчасово не працює                                                               |
| 9                                                       | Кірова Наталя Павлівна           | 01.11.2010            | середня спеціальна | позапартійна                                  | тимчасово не працює                                                               |